# Чжан Цзебінь
Чжан Цзебінь (*張介賓, 1563 —1640) — китайський лікар часів династії Мін, представник «школи відновлення тепла».

## Життєпис
Народився у м. Міанчжу (провінція Сичуань) 1563 року. Згодом разом з родиною перебрався до м. Куайцзі (сучасне м. Шаосін провінції Чжецзян). Навчався медицині у Цзінь Іна у Пекіні. Спробував зробити військову кар'єру, проте невдало. Тоді Чжан вирішив зосередитися повністю на лікуванні. Помер у 1640 році.

## Медицина
Чжан Цзебінь вважав, що в людському тілі порожнечі багато, а наповненості мало, тому ян не має надлишків і справжнього інь мало. Нирки мають як силу інь, так і ян. Підтримувати треба і те й інше, для чого Чжан Цзебінь склав безліч рецептів з «заповнення нирок» (бу шень 補腎), які вважалися відповідальними за статеву сферу.
Є автором праць «Лейцзін» («Класифікований канон» у 32 цзюанях), «Лецзін ту ї» («Атлас класифікованого канону»), «Цзін'юе цяньшу» («Збірка творів Цінь'юе»). Остання є узагальненням усіх знань Чжана з медицини. Вони цінували як за часів Мін, та й протягом більшої частини Цін.